# Antibiotico

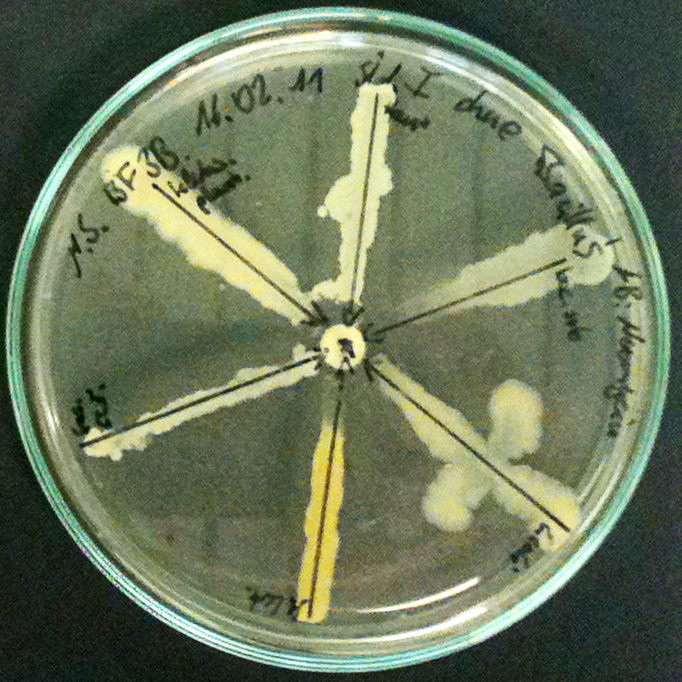
Gli effetti dell'antibiotico Neomicina (al centro) testati su differenti batteri (disposti a raggiera) in una capsula di Petri

IUPAC definisce l'antibiotico come:
Sostanza prodotta da, e ottenuta da, alcune cellule viventi - in particolare batteri, lieviti e muffe -, oppure una sostanza sintetica equivalente, che è biostatica o biocida a basse concentrazioni nei confronti di altre forme di vita, specialmente organismi patogeni o nocivi.
In particolare, gli antibiotici sono un gruppo di farmaci in grado di impedire lo sviluppo di batteri, agendo mediante differenti meccanismi d'azione, mentre risultano inefficaci contro le infezioni virali. Sono potenti, piuttosto specifici e non producono effetti collaterali significativi sull’ospite.

## Etimologia
Il termine fu coniato nel 1894 e deriva dal francese antibiotique (ca. 1889) che significa "distruttivo per i micro-organismi,". È composto da anti- "contro" e biotique "della vita (microbica)," dal latino tardo bioticus "della vita". Come sostantivo, è presente nelle opere del 1941 del microbiologo Selman Waksman (1888-1973), scopritore della streptomicina. In precedenza, l'aggettivo era usato nel senso di "non proveniente da organismi viventi" nei dibattiti sulle origini di alcuni fossili (1860).

## Storia

Formula di struttura della penicillina

L’uso di microrganismi produttori di antibiotici per prevenire le malattie risale a millenni fa, con impacchi tradizionali di pane ammuffito utilizzati per trattare ferite aperte in Serbia, Cina, Grecia ed Egitto oltre 2000 anni fa. Il papiro di Ebers, datato al 1550 a.C., è il più antico documento medico conservato e include tra i rimedi proprio il pane ammuffito e il suolo medicinale.
Una ricetta anglosassone di mille anni fa si è dimostrata efficace nell’uccidere il MRSA (S. aureus resistente alla meticillina). Vincenzo Tiberio, medico e ricercatore dell'Università di Napoli, già nel 1895 descrisse il potere battericida di alcune muffe.
I primi ricercatori a riconoscere il potenziale clinico dei microrganismi e dei loro prodotti come agenti terapeutici furono Pasteur e Joubert nel 1877. Osservarono che il bacillo dell’antrace cresceva rapidamente quando veniva inoculato in urina sterile, ma non riusciva a moltiplicarsi. Moriva immediatamente se batteri comuni presenti nell’aria venivano inoculati contemporaneamente nell’urina.
Risultati simili furono ottenuti attraverso esperimenti dello stesso tipo condotti su animali. Dichiararono quindi che la vita distrugge la vita molto più tra esseri inferiori che tra esseri superiori, e giunsero alla conclusione che il bacillo dell’antrace poteva essere somministrato massicciamente negli animali senza causare alcuna lesione, purché i “batteri comuni” venissero inoculati contemporaneamente nell’animale. Si resero conto che questa osservazione poteva essere estremamente promettente per lo sviluppo di terapie.
Probabilmente il primo utilizzo clinico di un antibiotico risale agli anni 1890, quando Emmerich e Löw usarono un estratto di P. aeruginosa, all’epoca noto come B. pycyaneus, per trattare centinaia di pazienti. Questo estratto, chiamato piocianasi, fu utilizzato fino agli anni 1910. La piocianasi era attiva contro diversi patogeni e si credeva erroneamente fosse un enzima. In realtà, i componenti attivi della piocianasi erano probabilmente una miscela di piocianina, una fenazina coinvolta nel quorum sensing, e di 2-alchil-4-idrossi-chinoloni.
Lo sviluppo dei farmaci anti-infettivi e il concetto stesso di chemioterapia sono ampiamente attribuiti a Paul Ehrlich, che più di 100 anni fa sviluppò i pro-farmaci sintetici a base di arsenico salvarsan (arsenico della salvezza) e neo-salvarsan per trattare il T. pallidum, l’agente eziologico della sifilide.
Nel 1928, Alexander Fleming osservò che alcune piastre di Petri inoculate con Staphylococcus e dimenticate sul banco del laboratorio all’inizio dell’estate erano state accidentalmente contaminate da un fungo chiamato P. notatum. Notò anche un alone trasparente attorno alla muffa contaminante, che indicava lisi e una riduzione del tasso di crescita delle colonie di Staphylococcus. Questo sembrava indicare che il fungo potesse produrre una sostanza battericida.
Nel 1932, Fleming pubblicò i risultati completi del suo lavoro sull’identificazione di un nuovo agente antimicrobico derivato dai metaboliti di P. notatum. Chiamò il nuovo antibatterico “penicillina” in riferimento al genere Penicillium. Inizialmente, le scoperte di Fleming non suscitarono interesse e non vi fu alcuna intenzione di utilizzarle a scopo terapeutico fino allo scoppio della Seconda Guerra Mondiale.
Le scoperte della penicillina, della tirocidina e i numerosi rapporti sulla produzione di composti antimicrobici da parte dei microrganismi portarono Selman Waksman, alla fine degli anni ’30, ad avviare uno studio sistematico sui microbi come produttori di composti antimicrobici. Waksman scoprì numerosi antibiotici prodotti dagli attinomiceti del suolo, tra cui la neomicina e la streptomicina, il primo agente attivo contro la tubercolosi.
Il suo lavoro pionieristico identificò il genere Streptomyces come prolifico produttore di prodotti naturali (NP), o metaboliti secondari, ovvero composti non necessari per la normale crescita, sviluppo o riproduzione di un organismo in condizioni di laboratorio. Il lavoro di Waksman diede inizio all’età d’oro della scoperta degli antibiotici, dal 1940 al 1960.
Ernst Boris Chain e Lord Howard Florey ripresero le ricerche di Fleming e riuscirono a isolare la penicillina e a produrla su scala industriale nel 1940. Un anno dopo, Edward Abraham effettuò la purificazione cromatografica della penicillina, conducendo i primi esperimenti mirati a valutarne le proprietà antimicrobiche negli animali. Nel 1943, Robert Robinson chiarì la struttura chimica della penicillina, fornendo così le basi per la sintesi futura. Florey, Fleming e Chain ricevettero il Premio Nobel per la Medicina, relativo allo sviluppo del primo antibiotico, nel 1945.
Nel 1974, Blumberg e Strominger chiarirono il meccanismo d’azione della penicillina, dopo essere giunti alla conclusione che sia la penicillina sia il terminale D-Ala-D-Ala del peptidoglicano (PGN) presente nelle pareti cellulari dei microrganismi Gram-positivi e Gram-negativi erano strutturalmente simili. Proposero che tutti gli antibiotici β-lattamici fossero inibitori della sintesi della parete cellulare batterica.

### Cronologia dell'immissione sul mercato dei diversi antibiotici
- 1935 prontosil (precursore orale della sulfanilammide)
- 1936 sulfanilammide
- 1939 sulfacetammide
- 1940 sulfametizolo
- 1942 benzilpenicillina
- 1942 sulfadimidina
- 1943 sulfamerazina
- 1944 streptomicina
- 1947 sulfadiazina
- 1948 clorotetraciclina
- 1949 cloramfenicolo
- 1949 neomicina
- 1950 ossitetraciclina
- 1950 penicillina G procaina
- 1952 eritromicina
- 1954 benzatina penicillina
- 1955 spiramicina
- 1955 tetraciclina
- 1955 tiamfenicolo
- 1955 vancomicina
- 1956 fenossimetilpenicillina
- 1958 colistina
- 1958 demeclociclina
- 1959 virginiamicina
- 1960 meticillina
- 1960 metronidazolo
- 1961 ampicillina
- 1961 spectinomicina
- 1961 sulfametossazolo
- 1961 trimetoprim
- 1962 cloxacillina
- 1962 acido fusidico
- 1963 fusafungina
- 1963 limeciclina
- 1964 gentamicina
- 1966 doxiciclina
- 1967 carbenicillina
- 1967 rifampicina
- 1968 clindamicina
- 1970 cefalexina
- 1971 cefazolina
- 1971 pivampicillina
- 1971 tinidazolo
- 1972 amoxicillina
- 1972 cefradina
- 1972 minociclina
- 1972 pristinamicina
- 1973 fosfomicina
- 1974 talampicillina
- 1975 tobramicina
- 1975 bacampicillina
- 1975 ticarcillina
- 1976 amikacina
- 1977 azlocillina
- 1977 cefadroxil
- 1977 cefamandolo
- 1977 cefoxitina
- 1977 cefuroxima
- 1977 mezlocillina
- 1977 pivmecillinam
- 1979 cefaclor
- 1980 cefmetazolo
- 1980 cefotaxima
- 1980 cefsulodina
- 1980 piperacillina
- 1981 amoxicillina-acido clavulanico
- 1981 cefperazone
- 1981 cefotiam
- 1981 cefsulodina
- 1981 latamoxef
- 1981 netelmicina
- 1982 apalcillina
- 1982 ceftriaxone
- 1982 micronomicina
- 1983 cefmenossima
- 1983 ceftazidima
- 1983 ceftirossima
- 1983 norfloxacina
- 1984 cefonicid
- 1984 cefotetan
- 1984 temocillina
- 1985 cefpiramide
- 1985 imipenem/cilastatina
- 1985 ofloxacina
- 1986 mupirocina
- 1986 aztreonam
- 1986 cefoperazone/sulbactam
- 1986 ticarcillina/acido clavulanico
- 1987 ampicillina/sulbactam
- 1987 cefixima
- 1987 roxitromicina
- 1987 sultamicillina
- 1987 ciprofloxacina
- 1987 rifaximina
- 1988 azitromicina
- 1988 cefaclor
- 1988 flomoxef
- 1988 isepamicina
- 1988 midecamicina
- 1988 rifapentina
- 1988 teicoplanina
- 1989 cefpodoxima
- 1989 enrofloxacina
- 1989 lomefloxacina
- 1990 arbekacina
- 1990 cefozidima
- 1990 claritromicina
- 1991 cefdinir
- 1992 cefetamet
- 1992 cefpirome
- 1992 cefprozil
- 1992 ceftibufene
- 1992 fleroxacina
- 1992 loracarbef
- 1992 piperacillina/tazobactam
- 1992 rufloxacina
- 1993 brodimoprim
- 1993 diritromicina
- 1993 levofloxacina
- 1993 nadifloxacina
- 1993 panipenem/betamipron
- 1993 sparfloxacina
- 1994 cefepime
- 1999 quinupristina-dalfopristina
- 2000 linezolid
- 2001 telitromicina
- 2003 daptomicina
- 2005 tigeciclina
- 2005 doripenem
- 2009 telavancin
- 2011 fidaxomicina
- 2013 ceftarolina fosamil
- 2017 delafloxacina

## Classificazione
Il termine nell'uso comune attuale indica un farmaco, di origine naturale (antibiotico in senso stretto) o di sintesi (chemioterapico), in grado di rallentare o fermare la proliferazione dei batteri. Data l'eterogenicità dei composti, sono state proposte diverse classificazioni, tra cui quella basata sulla struttura chimica, sul meccanismo d'azione o sull'organismo su cui esercitano attività inibitoria.

### Classificazione in base alla struttura chimica
La classificazione in base alla struttura chimica distingue innanzitutto tra antibiotici β-lattamici e non β-lattamici. Gli antibiotici β-lattamici possiedono un anello β-lattamico a quattro membri, una struttura fondamentale necessaria per la loro attività antibatterica. Gli antibiotici β-lattamici possono essere ulteriormente suddivisi in:
- penicilline
  - naturali
  - resistenti alla penicillinasi (meticillina, oxacillina, nafcillina)
  - aminopenicillie (amoxicillina, ampicillina)
  - antipseudomonali
  - ad ampio spettro (piperacillina, ticarcillina)
- cefalosporine
- carbapenemi
- aztreonami

Gli antibiotici non β-lattamici si suddividono in:
- lincosamidi
- vancomicine
- teicoplanine
- ansamicine
- macrolidi
- tetracicline
- amminoglicosidi
- fluorochinoloni
- sulfamidici

### Classificazione in base al meccanismo d'azione
In generale, sulla base al meccanismo d'azione gli antibiotici si distinguono in:
- batteriostatici, bloccano la riproduzione del batterio, impedendone la scissione
- battericidi, uccidono direttamente il microrganismo

In particolare, si possono distinguere
- inibitori della sintesi della parete cellulare[16]
  - antibiotici β-lattamici (inibiscono efficacemente l’attività catalitica delle transpeptidasi batteriche)[10]
  - glicopeptidi
  - bacitracine
- inibitori della funzione della parete cellulare[17]
- inibitori della sintesi proteica[18]
  - amminoglicosidi
  - tetracicline
  - macrolidi
  - cloramfenicolo
  - tiamfenicolo
  - pleuromutilini
  - lincosamidi
  - ossazolidinoni
  - streptogramine
  - nitroimidazoli
- inibitori della sintesi degli acidi nucleici[19]
  - inibitori della DNA girasi
  - inibitori delll'RNA polimerasi (DNA-dipendente)
  - inibitori della DNA polimerasi (DNA-dipendente)
- anti-metaboliti[20]
  - sulfonammidi
  - trimetoprim

## Sintesi
Di tutti gli antibiotici scoperti tra il 1945 e il 1978, il 55% proviene dal genere Streptomyces. Gli attinomiceti filamentosi producono il 64% delle classi note di antibiotici derivati da prodotti naturali (NP), mentre il restante 36% è prodotto da altri batteri e funghi. Sono state proposte diverse teorie per spiegare perché i microbi del suolo producano così tanti prodotti naturali bioattivi. La spiegazione più plausibile è che questi composti abbiano molteplici funzioni:
- agiscono come armi chimiche per uccidere i concorrenti nel suolo, sia come protezione (difensiva) sia come predazione (offensiva)
- agiscono come molecole segnale tra parenti stretti
- agiscono come mediatori nelle interazioni con ospiti eucarioti come insetti e piante.

Questa ipotesi è coerente con le evidenze secondo cui le specie di Streptomyces e altri attinomiceti filamentosi si sono evoluti circa 440 milioni di anni fa, nello stesso periodo in cui le piante hanno colonizzato la Terra. La crescita filamentosa di questi batteri avrebbe fornito un vantaggio nella colonizzazione delle radici delle piante, e si ipotizza che molti dei loro NP si siano evoluti o siano stati adattati per mediare queste interazioni.
Molti invertebrati, inclusi insetti e spugne marine, formano simbiosi difensive e reciprocamente vantaggiose (mutualismi difensivi) con batteri produttori di antibiotici, e sembra probabile che la maggior parte, se non tutte, le piante terrestri facciano lo stesso.

## Biochimica
Piccoli antibiotici idrofili possono entrare nella cellula batterica attraverso le porine.

## Effetti indesiderati
Gli effetti collaterali più comuni degli antibiotici includono:
- reazioni allergiche
- nausea
- vomito
- diarrea
- dolore addominale
- inappetenza
- gonfiore
- effetti sul microbiota

### Resistenza agli antibiotici
L’uso improprio degli antibiotici ha portato a un rapido aumento della resistenza antimicrobica (AMR), rendendo alcune infezioni ormai praticamente incurabili. Secondo un rapporto OMS del 2025, sono 32 gli antibiotici in fase di sviluppo in tutto il mondo di cui solo 12 possono essere considerati innovativi. Di essi 4 sono attivi contro almeno un patogeno "critico", cioè quelli indicati nella lista nera dell'OMS per le antibiotico resistenze.

## Applicazioni
Oltre che per uso clinico gli antibiotici vengono utilizzati anche nel campo della ricerca, ad esempio possono essere aggiunti a terreni di coltura per l'isolamento di funghi.